# Aradophagus fasciatus
Aradophagus fasciatus är en stekelart som beskrevs av William Harris Ashmead 1893. Aradophagus fasciatus ingår i släktet Aradophagus och familjen Scelionidae. Inga underarter finns listade.